# 大阪大学医学部附属助産婦学校
大阪大学医学部附属助産婦学校（おおさかだいがくいがくぶふぞくじょさんぷがっこう）は、かつて存在した大阪大学医学部附属の助産婦養成学校。

## 沿革
- 1952年（昭和27年）：設立。
- 1997年（平成9年）：3月末に閉校。医学部保健学科に引き継がれる。

## 出身者
- 南野知惠子：参議院議員。元法務大臣。